# Adolphe Salmon
 (mai 2016).
Pour les articles homonymes, voir Adolphe Salmon (homonymie) et Salmon.
Adolphe Constant Salmon, né à Saint-Pierre-la-Cour (Mayenne) le 16 septembre 1863, où il est mort le 28 janvier 1940, est un photographe et éditeur de cartes postales français.

## Biographie
Adolphe Salmon avait sa boutique au centre du bourg de Saint-Pierre-la-Cour. Il exerçait différentes activités en plus de la photographie et de l'édition de cartes postales : l'horlogerie, la bijouterie, lunetterie, mercerie, draperie épicerie et chapellerie. Il était aussi bistrotier.
Il reçut en 1898 une médaille d'or à Paris pour son activité d'horlogerie-bijouterie.
Il réalisa de nombreuses prises de vues sur le canton de Loiron, dont quatre cents cartes postales, dont près d'une centaine de sa commune de Saint-Pierre-la-Cour représentant les rues, les commerces, les activités industrielles (four à chaux, cinq usines importantes occupant environ deux cents ouvriers, les événements, les processions et autres faits divers comme un meeting aérien au lieu-dit La Cocherie avec Maurice Allard et Luzetti.
Adolphe Salmon réalise des portraits en buste ou en pied dans sa boutique devant une toile tendue. Il fait aussi les photos de mariages. Près de la totalité des cartes postales qu'il édita entre 1900 et 1930 sont à ce jour recensées. Il exerçait son art à l'aide d'un appareil à soufflet et les clichés étaient sur plaques de verre. 

## Œuvres
Cartes postales éditées de 1900 à 1930
- 94 sur Saint-Pierre-la-Cour,
- 83 sur Port-Brillet,
- 25 sur La Gravelle,
- 22 sur Le Genest-Saint-Isle,
- 20 sur Bourgon,
- 20 sur Saint Berthevin,
- 13 sur Launay-Villiers,
- 10 sur Bréal,
- 7 sur Erbrée,
- 6 sur Champéon,
- Une dizaine sur des communes avoisinantes,
- 1900 : Fours à chaux de La prise Gaubron ; L'Embûche ; les Grands Feux-Vilaines ; Les Petits Feux-Vilaines ; Les Ruettes,
- 1904 : La mine de charbon de la Balorais fermeture,
- 1905 : Le Château de Launay,
- 1911 : Ruines du Château de Cornesse, après l'incendie de 1911,
- 1911 : Meeting aérien de Allard et Luzetti,
- 1911 : Mission,
- 1926 : Fête de Sainte-Thérèse fête unique le 17 octobre 1926.